# 藍潤
藍潤（？—1665年），原名滋，字海重，號鳧渚，山東省即墨縣（今青岛市即墨区）人。清初政治人物。

## 生平
順治二年（1645年）舉乙酉科山東鄉試，順治三年（1646年）聯登丙戌科進士。奉旨改名。選弘文院庶吉士，散館授檢討。官至湖廣布政使。

## 著作
著有《聿修堂集》。

## 外部連結
- 聊城状元傅以渐两篇作品被发现 均写与蓝再茂 （页面存档备份，存于）